# スケルチ
スケルチ (英語: squelch) は、無線通信における信号を選択するための技術。音声の雑音（ノイズ）を遮断する機能および、機器を遠隔的に制御する機能に用いられる。SQまたはSQLと略記されることもある。
受信信号がなくなった瞬間に聞こえる「ザッ」と言う音（テールノイズ）を、スケルチテールとも呼ぶ。スケルチ機能が特定の条件を満たすことを日本語で「スケルチが開く」という。
音響処理での音量レベルに基づく類似の機能はノイズゲートと呼ばれる。

## スケルチの種類

### 無信号時の雑音を遮断するためのスケルチ
無線電話の機能を持つ無線機において、無信号時にスピーカーから出力される耳障りで不快な雑音や、交信する必要のない相手方の送信する音声を遮断し、無音状態にするための機能。日本語では雑音制御ともいうが、ほとんど使われない。

#### ノイズスケルチ
FM通信に特有の、無信号時に復調器から出力される「ザー」という雑音を整流し、整流後のDC電圧を制御信号として使うことで、雑音があるとき（信号がないとき）は復調器からスピーカに至る区間のどこかを半導体スイッチやリレーで遮断したり、自動利得制御やAFアンプの電源を断ったりすることで雑音を遮断し、無音状態にする。但し、このままでは、信号を受信した際に音声等も整流してしまい、音声等が受信される度にスピーカ出力が無音となってしまうため、整流回路の前にHPFを配置して、音声等が整流回路に入力されないようにする。HPFの遮断周波数は、一般的な無線送信機の音声の上限周波数である3kHzより十分高い周波数が選ばれる。ノイズスケルチは、FMの無線受信機や無線機で用いられる。単にスケルチと言った場合はノイズスケルチを指すことが多い。なお、受信するべき信号が極めて微弱でノイズに埋もれている場合、スケルチが開かず受信できないことがある。

#### キャリアスケルチ
RSSI（受信電力をDC電圧に変換した信号）を制御信号として使い、受信電力が無いときは、復調器からスピーカに至る区間のどこかを半導体スイッチやリレーで遮断したり、AFアンプの電源を断つことで雑音を遮断し、無音状態にする。受信信号の電力とノイズ電力を区別することが出来ないため、弱い受信信号とノイズの区別が難しい。従って、ある程度強い受信信号のみ選択して受信したいときに使われる。

### 特定の相手方が送信する信号のみを受信するためのスケルチ

#### トーンスケルチ
無線送信機の変調信号に予め連続した単一周波数のAF信号（トーン）を重畳して送信し、受信側では復調器出力からBPFを使って、このトーンのみ取り出し・整流し、整流後のDC電圧を制御信号として使い、トーンが受信されないときは復調器からスピーカに至る区間のどこかを半導体スイッチやリレーで遮断したり、AFアンプの電源を断つことで雑音を遮断し、無音状態にする。なお、トーンスケルチのみだと、雑音の周波数成分がたまたまトーン周波数に近くなると、スピーカから雑音が出る問題があるので、普通はノイズスケルチやキャリアスケルチと併用される。トーンスケルチは、単に雑音を聞こえなくする用途としてよりも、トーンを何種類か用意して所望のトーンを含んだ電波を発する無線局を選択受信する目的が主で、アマチュア無線のリピータや簡易無線で用いられる。簡易無線では、マイクをマイク掛けからはずすとトーンスケルチが解除されトーンの異なる他局の通信を運用者が傍受できるようになっている。こうすることで他局の通信に妨害を与えないように運用することが出来る。また、マイクのPTTスイッチを離して送信から受信に切り替える際に、まずトーンの送出を断としてから、少し後に送信断とすることで、受信者に耳障りなテールノイズを聞かせなくすることが簡単に出来るが、送受信の切れ目がわかり難くなることから、あえてテールノイズを残すことが多い。たびたび「特定の相手のみに受信させることができる秘話機能」と誤解されることがあるが、上記の通り「特定の相手方のみを受信することができる」という受信側本位の機能である。別名CTCSS (Continuous Tone-Coded Squelch System)。

#### 集中制御式トーン（逆トーンスケルチ）
上述のトーンスケルチで、トーンが受信されたときに、復調器からスピーカに至る区間のどこかを半導体スイッチやリレーで遮断したり、AFアンプの電源を断つことで雑音を遮断し、無音状態にする方式である。特に、トーンに1500 - 2500Hzの正弦波を用いたものを空線信号という。逆トーンスケルチは連続キャリア方式の集中基地局や列車無線で用いられる。

#### コードスケルチ
トーンスケルチと同様、特定の相手方のみの信号を受信するために用いられる。送信開始と同時に予め双方が取り決めた特定パターンのDTMF音を送出、待ち受け側がそのパターンを照合し、符合した場合のみスケルチを開く。正確には常時受信している中で、特定のDTMF音を前置きする信号のみをスピーカーに出力する方式。一旦DTMF音によって開かれたスケルチは一般に送信終了をもって閉じられる。受信状態が悪く信号が途切れた場合、受信機が送信終了と判断し、以降の信号を受け付けなくなる。逆に混信している場合は相手方の送信が終了しても、第三者の発する信号によってスケルチが閉じず、第三者の送信する音声が途切れない。このような理由から、トーンスケルチが一般化して以降はあまり使われない方式。別名トーンバースト、Selcall (Selective Calling)。

#### デジタルスケルチ
トーンスケルチと同様、特定の相手方のみの信号を受信するために用いられる。毎秒134.4ビットの周波数偏移変調されたデジタルデータを重畳して繰り返し送信する。別名DCS (Digital-Coded Squelch)。